# Устиново (Ивановская область)
Устиново — деревня в Вичугском районе Ивановской области. Входит в состав Сошниковского сельского поселения.

## География
Находится в северо-восточной части Ивановской области на расстоянии приблизительно 23 км на восток-юго-восток по прямой от районного центра города Вичуга.

## История
Деревня уже появилась на карте 1840 года. В 1872 году здесь (тогда Юрьевецкий уезд Костромской губернии) было учтено 20 дворов, в 1907 году — 28.

## Население
Постоянное население составляло 99 человек (1872 год), 106 (1897), 120 (1907), 66 в 2002 году (русские 98 %), 31 в 2010.